# Донський театр драми і комедії імені В. Ф. Коміссаржевської
Донський театр драми і комедії імені В. Ф. Коміссаржевської або Козацький драматичний театр — російський театр у місті Новочеркаськ Ростовської області. Заснований в 1825 році, є одним із найстаріших у Наддонні. Нині розташований в будівлі за адресою Платовський проспект, 72, побудованому в 1909 році за проектом архітектора Олексія Бекетова.

## Історія
Театр драми і комедії засновано у Новочеркаську в 1825 році, спочатку існував у вигляді гастрольних труп і був «величезним дощаним балаганом». У 1866 році отримав власне приміщення (до теперішнього часу не збереглося), мав державний статус, проте не імператорським. Кістяк акторського складу формувався з провідних провінційних артистів півдня Росії, зокрема в різний час тут грали такі відомі театральні діячі, як Михайло Щепкін, Микола Рибаков, Гликерія Федотова, Марія Савіна, Поліна Стрепетова, Олександр Ленський, Микола Рощин-Інсаров, Василь Андрєєв-Бурлак, Іван Киселевський, Митрофан Іванов-Козельський та інші.
У 1891—1894 роки директором театру був російський театральний діяч Микола Синельников, під його керівництвом вперше на провінційній сцені була поставлена комедія Лева Толстого «Плоди просвіти» — тут дебютувала на професійному рівні знаменита російська актриса Віра Коміссаржевська (згодом театру присвоїли ім'я). Новочеркаський театр став одним з перших, що в 1896 році поставив «Чайку» Антіна Чехова.
В. А. Вагнер (1840—1914) багато років був директором міського театру.
В роки Російської громадянської війни театр був на утриманні Всевеликого війська Донського.
За радянських часів значний вклад в розвиток репертуару Донського театру вніс відомий радянський драматург Костянтин Треньов. З 1964 року театр носить ім'я В. Ф. Коміссаржевської. Серед найвідоміших радянських акторів — заслужені артисти Веніамін Панов, Петро Вельямінов.
У 1966 році театр переїхав у відновлену після німецько-радянської війни будівлю колишнього Будинку Червоної Армії за адресою Платовський проспект, 72 (побудована в 1909 році за проектом архітектора О. Н. Бекетова), в якому знаходиться донині.
У 1990—2013 роках посаду директора, а потім і художнього керівника, обймав заслужений діяч мистецтв Леонід Шатохін. Під його керівництвом театр взяв курс на відродження втраченої козацької культури і в 1991 році прийняв другу назву «Козацький драматичний театр». В рамках сформованої творчої лабораторії Шатохін поставив кілька знакових вистав козацької тематики, серед яких «Пугачов» Сергія Єсеніна і «Отаман» місцевого ростовського драматурга В. Я. Пучеглазова. Протягом п'ятнадцяти років при театрі працював філія акторського відділення Ярославського державного театрального інституту — його випускниками стали чотири акторських курси.
В 1998 році за відповідність європейським стандартам Козацький театр удостоївся нагороди «Золота пальма» паризької міжнародної асоціації «Партнерство заради прогресу». У 1999 році відзначена спеціальним розпізнавальним призом «Гран-При», потрапивши в число кращих організацій культури і театральних колективів країни. Поставлена в тому ж році п'єса «Одруження Бальзамінова» Олександра Островського удостоєна призу всеросійського фестивалю «Російська комедія». У 2000 році великий успіх мала поставлена Шатохіним «Криваве весілля» Федеріко Гарсіа Лорки — нагороджена всеросійським фестивалем театральних шкіл в Ярославлі, відзначена призом за кращу режисерську роботу «Декаді донських театрів» в Москві та дипломом третього всеросійського фестивалю малих міст Росії. У 2003 році «Отаман» удостоєний диплома першого міжнародного театрального форуму «Золотий Витязь».
Починаючи з 2004 року Донський театр включений в президентську програму підтримки російськомовних театрів. За підтримки Міністерства культури РФ, Союзу театральних діячів РФ і адміністрації міста Новочеркаська тут стартував щорічний міжнародний театральний фестиваль «Комплімент». У 2006 році театр нагороджений дипломом Всеросійського конкурсу вистав, пропагують ідеї патріотизму та любові до Батьківщини. У 2007 році постановка п'єси «Оркестр» французького драматурга Жана Ануя відзначена дипломом за кращий акторський ансамбль.
У 2011 році за результатами роботи організаційного комітету премії «Найкраще підприємство Росії» Козацький драматичний театр увійшов у сотню кращих підприємств країни і став лауреатом Всеросійського конкурсу в номінації «Краща організація культури і відпочинку». У 2012 році театр брав участь в організації IV Всесвітнього конгресу козаків у Новочеркаську. У 2013 році — переможець ростовського обласного Фестивалю театральних капусників «Щукарські байки».